# در دفاع از خدا
در دفاع از خدا کتابی است از کارن آرمسترانگ که او آن را در سال ۲۰۰۹ نوشته‌است. این کتاب پاسخی است به ادعاهای متأخر از ریچارد داوکینز، کریستوفر هیچنز، سم هریس و دنیل دنت که می‌گویند خدا وجود ندارد. کتاب آرمسترانگ مشتمل است بر تاریخ دین، از دوران پارینه‌سنگی تا به امروز، با تمرکز بر سه دین ابراهیمی، یعنی یهودیت، مسیحیت و اسلام، و همچنین الهیات سلبی در ادیان مختلف.

## خلاصۀ کتاب
در مقدمۀ این کتاب، آرمسترانگ دو طریق معرفت، یعنی میتوس و لوگوس، را معرفی می‌کند. او می‌گوید که از سده‌های شانزدهم و هفدهم لوگوس بر تمدن حاکم شده و دو پدیده را در پی آورده است: بنیادگرایی و بی‌خدایی. آرمسترانگ می‌گوید که نقدهای خداناباوران متأخر بر دین نامعتبر است. او اظهار می‌دارد که «من با خشم خداناباوران جدید اظهار همدردی می‌کنم»، اما در ادامه می‌گوید که آن‌ها اغلب بر بنیادگرایی متمرکز بوده‌اند. او می‌گوید که آن‌ها «چندان ژرف‌اندیش نیستند» و کارشان را «به‌گونه‌ای نومیدکننده سطحی» می‌یابد. مطابق قول آرمسترانگ، «هدف من در این کتاب صرفاً بیان چیزی جدید است.»

## دیدگاه دیگران
سیمون بلک‌برن در گاردین دربارۀ این کتاب چنین نوشته است: «کتابی شیوا و خواندنی ... . کارن آرمسترانگ خواننده را به دل تاریخ مناسک دینی در فرهنگ‌های بسیار گوناگون می‌برد و استدلال می‌کند که در روزگاران خوش پیشین و در ناب‌ترینِ اَشکال همۀ این‌ها تقریباً به یک چیز مشابه ختم می‌شده‌اند.» همچنین، راس دوتت در نیویورک‌تایمز در این باب نوشته است: «کارن آرمسترانگ ... می‌خواهد ایدۀ خدا را هم‌زمان از چنگ خوارشمارندگان فرهیخته‌ و هواخواهان خشک‌مغز آن رهایی بخشد. او استدلال می‌کند که در قیاس با آنچه اکنون دین ”محافظه‌کار“ می‌خوانند سنت‌های کهن یهودیت، اسلام و ... مسیحیت به‌واقع صادق‌ترند.»

## انتشار در ایران
ترجمۀ فارسی این اثر را نشر تگ با ترجمۀ مسعود سنجرانی در سال ۱۴۰۱ در ۵۶۴ صفحه چاپ و منتشر کرده است.

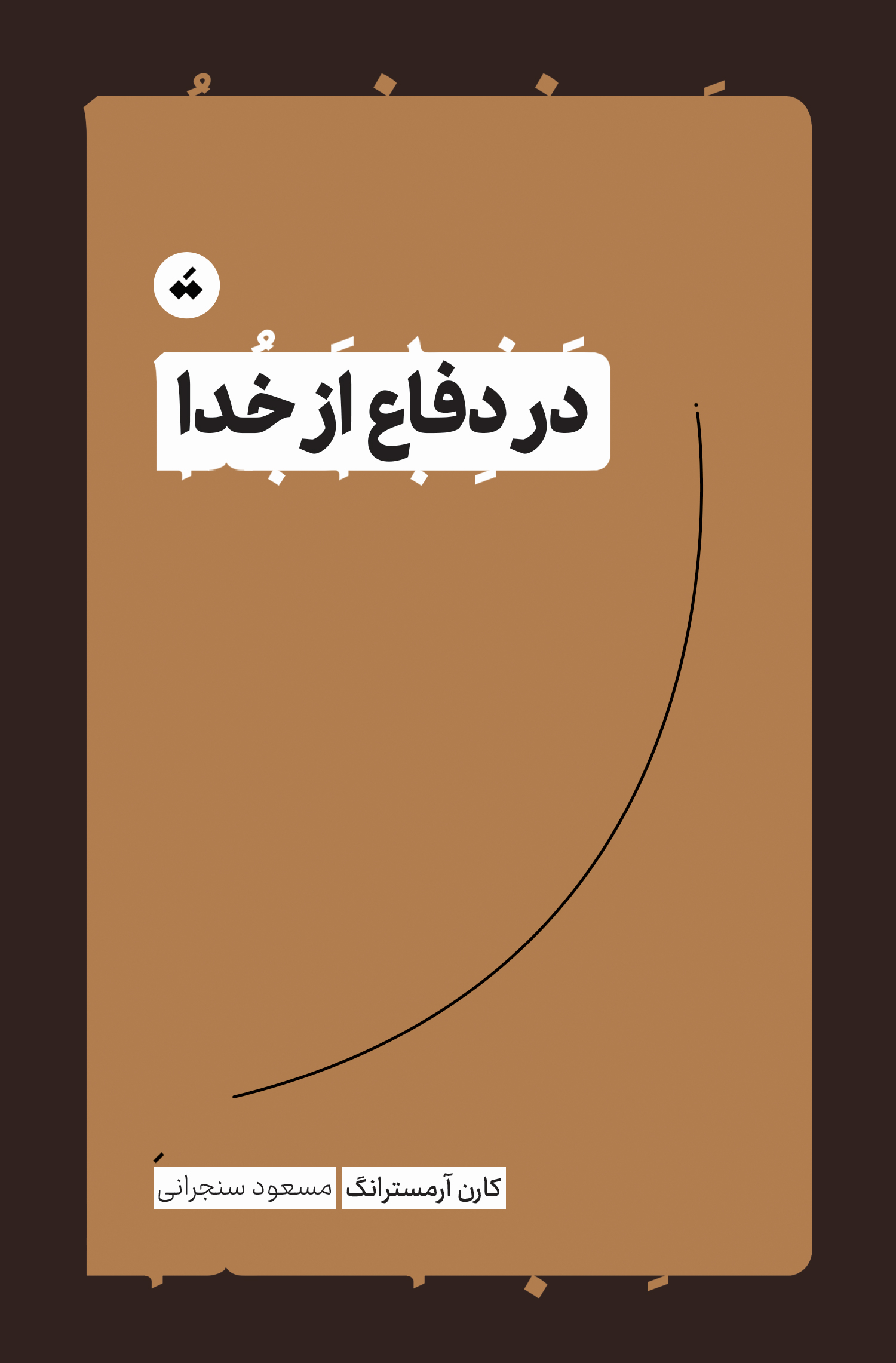